# Авидии
Авидиите (gens Avidia) са римска фамилия. Особено се проявявт през 1 и 2 век. Мъжете носят името Авидий (Avidius), а жените Авидия (Avidia).
Известни членове на рода:
- Гай Авидий Нигрин, проконсул на Ахея по времето на Домициан
- Тиберий Авидий Квиет, управител на Британия 97 г.
- Тит Авидий Квиет, суфектконсул 93 г.; управител на Британия 98 г.
- Тит Авидий Квиет (консул 111 г.), суфектконсул 111 г.
- Гай Авидий Нигрин, суфектконсул 110 г.
  - Авидия Плавция, съпруга на император Луций Елий
    - Луций Вер (принц Гай Авидий Цейоний Комод), император (161- 169)
- Гай Авидий Хелиодор (100–142), оратор
  - Авидий Касий, римски узурпатор 175 г.
    - Авидий Мециан, военен в Александрия [3]